# 에도가와바시역
에도가와바시역(일본어: 江戸川橋駅、えどがわばしえき)
(영어: Edogawabashi Station)은 일본 도쿄도 분쿄구에 있는 철도역이다.

## 타는 곳
| 1 | ○ 유라쿠초 선 | 나가타초・신키바 방면                    |
| 2 | ○ 유라쿠초 선 | 이케부쿠로・와코 시・신린코엔・한노 방면 |

## 역세권 정보
- 간다 천
- 인쇄박물관
- 도쿄 주교좌 성 마리아 대성당
- 킹 레코드

## 역사
- 1974년 10월 30일: 영업 개시.
- 2004년 4월 1일: 에이단의 민영화로 인해 도쿄 메트로 소속 역으로 전환.

## 인접역
| 도쿄 메트로 8호선         | 도쿄 메트로 8호선 | 도쿄 메트로 8호선        |
| ------------------------- | ----------------- | ------------------------ |
| Y11 고코쿠지 와코 시 방면 | 유라쿠초 선       | Y13 이다바시 신키바 방면 |